# Stefan Ploc
Stefan Ploc (* 23. März 1914 in Wien; † 24. November 2003) war ein österreichischer Fußballtormann, der in den 1940er Jahren vier Meistertitel mit dem First Vienna FC und dem SC Wacker Wien holte und im Nationalteam zum Einsatz kam.

## Vereinskarriere
Ploc begann seine Karriere im Nachwuchs des SK Admira Wien, von wo er über eine kurze Zwischenstation beim SK Rapid Wien 1933 zum SPC Helfort Wien gelangte. Mit den Ottakringern spielte er in der VAFÖ-Liga und belegte zur Saisonhälfte 1933/34 den zweiten Platz. Im Jänner 1934 wechselte Ploc zum Erstligisten Wiener AC, wo er sein Debüt in der höchsten Spielklasse gab und sofort einen Stammplatz hatte.
Nach nur einem Jahr bei den Athletikern folgte bereits der nächste Vereinswechsel, als Karl Geyer den Tormann zum SC Wacker holte, wo er die Nachfolge von Karl Cart antrat. Mit den Meidlingern konnte er sich in den nächsten beiden Jahren jeweils in der oberen Tabellenhälfte behaupten, im Herbst 1936 wurde er jedoch vom ÖFB auf Lebenszeit ausgeschlossen, da ihm die Annahme von Bestechungsgeldern angelastet wurde. Ob Ploc in den folgenden Jahren tatsächlich als Handballtormann aktiv war – wie es anlässlich seiner Sperre in den Zeitungen angekündigt wurde – konnte nicht nachgewiesen werden.
Nachdem seine Sperre 1939 aufgehoben wurde, schloss er sich der Vienna an, wo er auch wieder in der Meisterschaft spielte. Die Vienna hatte während der Kriegsjahre eine der spielstärksten Mannschaften in Wien und Ploc hatte dabei eine Verteidigung vor sich, die ausschließlich aus Nationalspielern wie Otto Kaller, Willibald Schmaus oder Karl Bortoli bestand. Dreimal in Folge konnten die Döblinger von 1942 bis 1944 den Meistertitel holen, darüber hinaus stand Ploc auch in jener Mannschaft, die im Finale der deutschen Meisterschaft 1942 dem FC Schalke 04 mit 0:2 unterlag. Beim Erfolg im Tschammerpokal 1943 stand er hingegen nicht im Viennator.
Nach Kriegsende war Ploc zunächst weiter bei der Vienna tätig, wechselte aber im Laufe der Saison 1945/46 zurück zum SC Wacker. Die folgende Saison begann Ploc zwar als Stammtormann, wurde aber nach wenigen Runden von Franz Pelikan ersetzt. Er verließ die Meidlinger, die in diesem Jahr den einzigen Meistertitel ihrer Vereinsgeschichte holen sollten und spielte zunächst für den Zweitligisten SK Slovan Wien, ehe er 1948 wieder zur Vienna zurückkehrte, wo er allerdings nur mehr Ersatzmann hinter Bruno Engelmeier war und entsprechend sporadisch zum Einsatz kam. 1952 wechselte er schließlich zum FC Wien, wo er noch bis 1955 zu Meisterschaftseinsätzen kam.

## Nationalmannschaft
Während der Kriegsjahre spielte Ploc mehrfach in der Ostmarkauswahl und im Wiener Städteteam. Anfang 1942 gehörte er zum Kader der deutschen Nationalmannschaft für die beiden Länderspiele gegen Kroatien und die Schweiz, kam jedoch beide Male nicht zum Einsatz.
Als die österreichische Nationalmannschaft im August 1945 in Budapest ihr erstes Länderspiel seit beinahe acht Jahren bestritt, stand Stefan Ploc bei einer 0:2-Niederlage im Tor. Schon am nächsten Tag fand ein weiteres Spiel statt, diesmal unterlag man den Ungarn mit 2:5. Obwohl der Tormann nach Zeitungsberichten der beste Mann der Österreicher gewesen sein soll, war dies auch bereits sein letzter Einsatz in der Auswahl, lediglich ein Spiel im Wiener Städteteam sollte noch im Jahr 1946 folgen.

## Erfolge
- 4× österreichischer Meister: 1942, 1943, 1944, 1947
- 1× deutscher Vizemeister: 1942
- 2 Spiele für die österreichische Fußballnationalmannschaft: 1945